# NGC 4890
NGC 4890 ist eine Spiralgalaxie vom Hubble-Typ Sm im Sternbild der Jungfrau, die etwa 131 Millionen Lichtjahre von der Milchstraße entfernt ist.
Sie wurde am 11. März 1787 von Wilhelm Herschel mit einem 18,7-Zoll-Spiegelteleskop entdeckt, der sie dabei mit „cF, S, iR“ beschrieb.